# Едвард Бартлетт
Едвард Бартлетт (англ. Edward Bartlett; 1836—1908) — британський орнітолог і герпетолог. Автор описання нових видів.

## Біографія
Едвард Бартлетт народився 1836 року у сім'ї британського зоолога і таксидерміста Абрагама Ді Бартлетта. Едвард супроводжував Генрі Бейкера Трістрама до Палестини в 1863–64 роках і збирав зоологічні зразки у басейні Амазонки та Перу в 1865–69 роках. Він був куратором Мейдстоунського музею з 1875 по 1890 рік і куратором Саравакського музею з 1893 по 1897 рік.
Однією з його найвизначніших публікацій, хоча й незавершеною на момент його смерті, була «Монографія про птахів-ткачиків (Ploceidae) і деревних та наземних в'юрків», п'ять частин якої було опубліковано в 1888–89 роках. Його найвідоміша герпетологічна публікація «Крокодили та ящірки Борнео в Саравакському музеї з описом передбачуваних нових видів і зміною кольорів у кількох видів протягом життя» була опублікована в 1895 році.
На честь Бартлетта названо тинаму Crypturellus bartletti з Перу.

## Нагороди
- 1889 — обраний членом-кореспондентом Американського орнітологічного товариства.
- 1897 — обраний членом Лондонського зоологічного товариства.